# Afristivalius parilis
Afristivalius parilis är en loppart som först beskrevs av Smit 1958.  Afristivalius parilis ingår i släktet Afristivalius och familjen Stivaliidae. Inga underarter finns listade i Catalogue of Life.